# 아름다운 시간 최지현입니다
아름다운 시간 최지현입니다는 CJB Joy FM에서 아나운서 최지현이 진행하는 음악 프로그램이다.
| CJB JOY FM                 |                            |                   |
| 이전                       | 아름다운 시간 최지현입니다 | 다음              |
| 음악 오딧세이 최혜윤입니다 | 아름다운 시간 최지현입니다 | 애프터 클럽       |
| 밤 11시 ~ 밤 12시          | 밤 12시 ~ 밤 1시           | 밤 1시 ~ 새벽 3시 |
|                            |                            |                   |